# Pitchfork Media
Pitchfork Media, oft nur Pitchfork (englisch ‚Mistgabel‘) genannt, ist eine täglich aktualisierte Website, deren Redakteure neue Musikveröffentlichungen rezensieren. Außerdem finden sich dort Neuigkeiten und Interviews aus der Musikwelt. Thematisch konzentriert sich die Seite auf Independent, Elektronische Musik, Singer-Songwriter und Hip-Hop. 
Pitchfork ist die im Independent-Bereich bekannteste Seite im Netz und die dort erscheinenden Rezensionen haben den Ruf, auch außerhalb des Internets Einfluss auf den Erfolg von Bands ausüben zu können.
Im Januar 2024 wurde bekannt, dass das Portal eingestellt und seine Reste in dem Magazin GQ aufgehen würden.

## Geschichte
Der US-Amerikaner Ryan Schreiber aus Minneapolis gründete Pitchfork zunächst unter dem Namen Turntable im Jahr 1995. Ein Jahr später, 1996, erhielt das Projekt seinen heutigen Namen. Später zog das Projekt mit seinem Gründer nach Chicago. Im Oktober 2015 wurde Pitchfork von Condé Nast erworben und die Redaktion zog in das One World Trade Center in New York.
Inhaber Condé Nast beschloss Anfang 2024, das Musikmagazin mit GQ, einer Zeitschrift für Männerinteressen, zu fusionieren. Viele Mitarbeiter wurden entlassen.

## Einfluss auf die Musikwelt
Pitchfork hat mittlerweile 170.000 Leser pro Tag und mehr als 1,3 Millionen verschiedene Besucher pro Monat.
Wenn Pitchfork, das Musikalben auf einer Skala von 0.0 bis 10.0 bewertet, Bewertungen aus den Randbereichen der Skala vergibt, sorgt dies oft für Aufsehen. Nachdem Pitchfork 2004 das Debütalbum Funeral der zu dieser Zeit recht unbekannten kanadischen Band Arcade Fire mit einer Bewertung von 9.7 und einer äußerst begeisterten Rezension bewertete, machten viele die Webseite für den Erfolg der Band teilverantwortlich. Ähnliches gilt für andere Künstler wie Interpol, Clap Your Hands Say Yeah, Tapes ’n Tapes oder Sufjan Stevens, die Pitchfork „entdeckt“ haben soll. In der Zeit beschrieb Daniel Gerhardt Pitchfork als „das zeitweise meistgelesene und sicherlich einflussreichste Musikmagazin der vergangenen 20 Jahre.“

## Kritik
Die Rezensenten von Pitchfork schreiben oft sehr direkt und scheuen sich nicht vor Verrissen. Dies und ein gewisser elitärer Grundton tragen dazu bei, dass die Seite umstritten ist. So gibt es mittlerweile mehrere Parodien im Netz, die den Schreibstil oder die überschwänglichen Kritiken, die Bands wie Radiohead bei Pitchfork erhielten, satirisch verzerren.

## Weitere Aktivitäten

### pitchfork.tv
Als Reaktion auf den Niedergang des Musikfernsehens und die damit weiter zurückgehende Möglichkeit für Künstler aus dem Umfeld der alternativen und unabhängigen Musik, ihre Musikvideos zu zeigen, installierten die Betreiber von Pitchfork im April 2008 den Internet-Musiksender pitchfork.tv. Gezeigt werden dort Musikvideos, exklusive Live-Sessions und Dokumentationen.

### Musikfestivals
2005 initiierte Pitchfork das zweitägige Intonation Music Festival im Union Park in Chicago mit den Headlinern Tortoise und The Decemberists. Seit 2006 veranstaltet Pitchfork am gleichen Ort das mittlerweile dreitägige Pitchfork Music Festival, das 2008 ausverkauft war und bei dem über 40 Künstler auftraten. Das Pitchfork Music Festival will sich nach eigenem Anspruch von überteuerten Festivals in beengten Räumlichkeiten absetzen.